# Pinchas (Parascha)
Pinchas (hebräisch פִּינְחָס) bezeichnet den Leseabschnitt der Tora Numeri/Bemidbar 25,10–30,1 (25,10–19 ; 26 ; 27 ; 28 ; 29 ; 30,1 ).
Es handelt sich um eine Lesung im Monat Tammus.

## Inhaltsskizze
Der Priester Pinchas (Sohn Eleasars) wird im Text von Gott für seine Tötung Simris aus dem Stamm Simeon und Kosbis gelobt und ihm wird ein Bund des Friedens gegeben.
Gott befiehlt eine zweite Volkszählung nach der vorangegangenen Epidemie. Es werden 601.730 Männer ab 20 Jahren gezählt. Außerdem gibt es 23.000 männliche Leviten. Außer Mose, Kaleb und Josua lebt keiner mehr, der die erste Zählung erlebt hat.
Nachdem die Töchter Zelofhads zu Mose kamen und ihr Erbe erbaten, legte Gott eine Erbreihenfolge fest: Sind keine Söhne vorhanden, so erben die Töchter, ansonsten die Onkel oder anderen leibliche Verwandte. 
Da auch Mose nicht nach Kanaan darf, wird Josua als sein Nachfolger bestimmt und durch Handauflegung Moses geweiht. Es werden Anweisungen für die größten jüdischen Feste gegeben und die Opferregelungen beschrieben.

## Haftara
Die zugehörige Haftara ist 1. Könige 18,46–19,21 (18,46 ; 19,1–21 ), wenn Pinchas auf einen Schabbat vor dem 17. Tammus fällt, sonst Jeremia 1–2,3 (1 ; 2,1–3 ),
also die Haftara von Mattot.